# Mys Utës
Mys Utës (englische Transkription von russisch Мыс Утёс Mys Utjos, deutsch ‚Felsenkap‘) ist ein Kap an der Küste des ostantarktischen Enderbylands. Es liegt 6 km westlich der russischen Molodjoschnaja-Station am Ufer der Alaschejewbucht.
Russische Wissenschaftler benannten es.